# Akysis hendricksoni
Akysis hendricksoni е вид лъчеперка от семейство Akysidae. Видът е незастрашен от изчезване.

## Разпространение
Разпространен е в Малайзия и Тайланд.

## Описание
На дължина достигат до 4,9 cm.